# Estreito de Menai

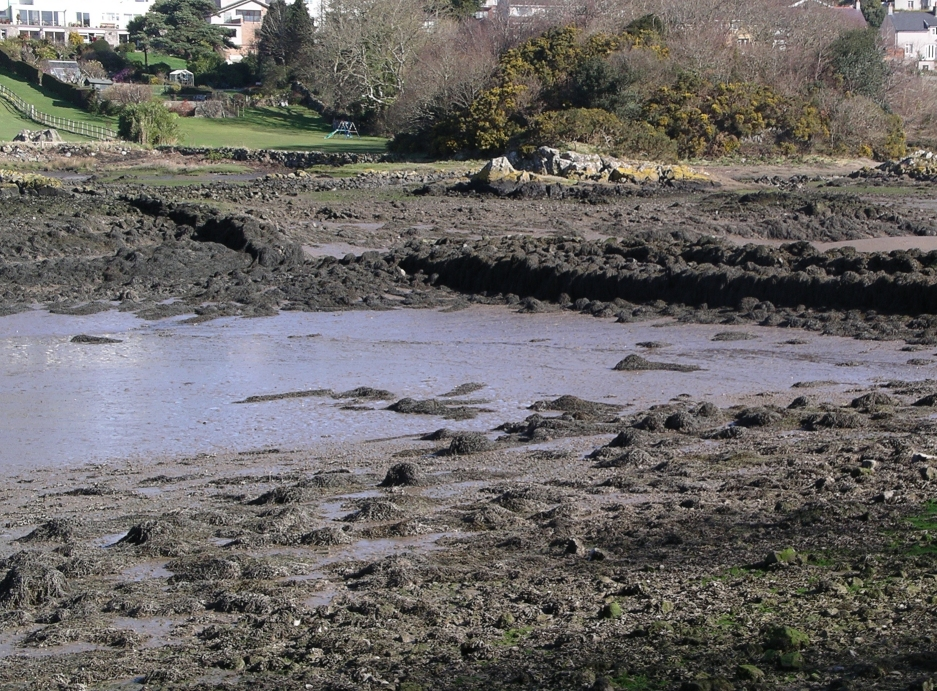
Antiga armadilha de pesca no estreito de Menai.

O estreito de Menai (em galês Afon Menai, o "Rio Menai") é um trecho estreito de águas rasas e revoltas com cerca de 23 km de comprimento, o qual separa a ilha de Anglesey da terra firme em Gales.
Ao norte da ponte ferroviária em Anglesey está a famosa Llanfairpwllgwyngyllgogerychwyrndrobwllllantysiliogogogoch.

## Em inglês
- Mergulho no Estreito de Menai
- Webcam do Estreito de Menai

## Em português
- Ponte do Estreito de Menai